# آب‌انبار کهن‌آباد
آب‌انبار کهن آباد مربوط به دوره قاجار است و در شهرستان گرمسار، بخش آرادان، دهستان کهن‌آباد، روستای کهن آباد، بعد از میدان، جنب بانک واقع شده و این اثر در تاریخ ۲۲ آبان ۱۳۸۶ با شمارهٔ ثبت ۲۰۱۶۰ به‌عنوان یکی از آثار ملی ایران به ثبت رسیده‌است.